# في زمن الفراشات (فلم)
في زمن الفراشات (بالإنجليزية: In the Time of the Butterflies) فيلم طويل صدر عام 2001 من إخراج ماريانو باروسو ومقتبس من كتاب جوليا ألفايز يحمل نفس الاسم.

## روابط خارجية
- مقالات تستعمل روابط فنية بلا صلة مع ويكي بيانات